# 朱仕墰
昌化温宪王朱仕墰（1416年3月15日—1484年3月21日），明朝代悼戾世子朱逊煓次子，母亲是夫人黄氏。

## 生平

### 早年
永乐十四年（1416年）二月生。宣德元年（1426年）九月，新任代王府左长史戴礼上疏朝廷，奏称代简王朱桂时常厚赐诸多妾侍之家却刻薄故世子一家，从而令王妃徐氏以下祖孙四人无人给役、得不到岁禄，只能凭内使耕种为生，朱逊煓的两个儿子至今没有得到赐名等事，请求朝廷施以援手。宣宗看了奏疏，对近臣表示自己要亲自介入。十月，下敕书给朱桂及其第三子潞城王朱逊𤆼，要求朱桂对子孙存仁厚之心，命他从王府禄米内每年拨三百石给故世子之子，同时让王府官属教习其读书；令朱逊𤆼照料徐王妃祖孙、劝代简王善待，否则问责。十一月，朱仕墰与兄长朱仕㙻同获赐名，明宣宗并写信给朱桂，令他及时教兄弟俩学习。
宣德二年（1427年）四月，被朱桂疏远的徐王妃单独上奏称长孙朱仕㙻十五岁、次孙朱仕墰十二岁，请求行冠礼、赐封爵、择婚配。宣宗命行在礼部实行，尚书胡濙称既然代世子已薨，朱仕㙻应该封代世孙，给与郡王冠服；朱仕墰应该授镇国将军，给与一品冠服，等世孙袭爵再行册命之礼，婚事宜于本处官员军民之家选择，等年长成婚，宣宗准奏。宣德五年（1430年），朱仕墰封镇国将军。
正统二年（1437年）十二月，朱仕㙻奏朱仕墰和妹妹马邑县主、仪宾杨真没有岁禄，明英宗命山西布政司按例给之。
正统七年（1442年）二月，朱仕㙻奏朱仕墰每年禄米五百石在大同府仓，食用不便。英宗命从代府粮仓支给。
朱桂死后，朱仕㙻继位，是为代隐王，朱逊煓得追封为代戾王。正统十三年（1448年）十二月，英宗遣成安侯郭晟等為正使，吏科給事中張固等為副使，持節冊封朱仕墰為昌化王，夫人劉氏進為昌化王妃。

### 受封后
朱仕墰为镇国将军时，每年禄米一千石。进封为王之后，于正统十四年（1449年）三月增加为二千石。十二月，因朱仕墰与叔父们朱逊𤆼、襄垣王朱逊燂、灵丘王朱逊烇、怀仁王朱逊烠、隰川王朱逊熮、广灵王朱逊𤇜奏请，命将大同府银两布绢支用给他们充当一千石禄米。
朱仕墰奏称大同人民艰难，自己想要迁藩。景泰四年（1453年）四月，明代宗回信说祖宗封建已定，不可轻动。景泰六年（1455年）十一月，朱仕墰于冬至日乘各官出外行礼，径至帅府周围观视而回，大同巡抚等镇守等官都怀疑朱仕墰有异心，上奏此事。代宗下敕书戒谕朱仕墰，说此次姑且不计较，但以后要慎行守法。
景泰七年（1456年）七月，朱仕墰奏本府蒙赐修葺，却被都指挥孙瑛挟私忿以为边军不够用而阻拦，且孙瑛强夺人地，擅自役使军匠千百人私科木料给自己建房的时候又不说边军不够用了。事下法司，山西都布二司请求如诏修葺昌化王府，朱仕墰所奏孙瑛违法之事交给巡按御史查实上报，获准。八月，朱仕墰与朱逊焴因争水利灌溉田园，各逞私忿，互相诬告。巡按御史贾恪上报，代宗不问，写信命令他们各自改过。
朱仕墰奏称府中金银器皿等物曾被盗，资用困难。天顺元年（1457年）四月，英宗敕令朱仕墰说特给银五百两以助用度。十月，应朱仕墰请求给他菜煤户各一户。
朱仕墰奏称府前街南房屋不是营房，并驱赶了其中的军人。英宗派官员查看，却查出的确是官建房屋。天顺二年（1458年）四月，英宗写信给朱仕墰，命他仍将此房给军人金贵八等居住，又写信给代隐王，令其戒勉七叔宣宁王朱逊炓和朱仕墰二王安分守法，不许他们越过代王擅自上奏，应该先告诉代王府判断可否再斟酌施行。八月，因诸王索煤残酷，英宗革除朱仕墰的煤户，并禁止他占据煤窑。
英宗想迁走代藩诸王，代隐王称诸王都愿意迁藩。但朱仕墰等却上奏说不愿迁藩。十二月，英宗写信诘问代隐王所奏不实。
朱仕墰请求给次子朱成镞封官爵，有司查出朱成镞才十岁，按例不当封，并知会朱仕墰。朱仕墰又奏先前造册时写错朱成镞生年，朱成镞其实已经十五岁，仍请求赐封。但朱仕墰先前请求给朱成镞赐名时也称朱成镞十岁，英宗因而识破了朱仕墰意图虚报儿子年龄。因当时昌化王府没有教授，英宗认为署事官员有不谏止之罪，仅因开恩而不问，并于天顺五年（1461年）八月写敕书警告朱仕墰。
成化二十年（1484年）二月，朱仕墰去世。三年後（1487年），嫡长子朱成鍰袭封。

## 评价
- 《弇山堂别集》卷074：德性寬和，博聞多能。

## 家庭

### 妻妾
- 王妃刘氏

### 子孙
- 嫡长子：昌化荣僖王朱成鍰，一作第二子[23]
- 第二子：镇国将军朱成镞，夫人杨氏，天顺七年（1463年）八月赐诰命冠服等物
- 第三子：镇国将军朱成鈶，夫人李氏，天顺七年（1463年）八月赐诰命冠服等物[24]
- 第四子：朱成镌，天顺八年（1464年）六月赐名
- 第五子：朱成镊，天顺八年（1464年）六月赐名[25]
- 第六子：镇国将军朱成鍋，成化四年（1468年）四月赐名[26]，正德十一年（1516年）九月在世[27]
  - 嫡次子：朱聪泖，弘治元年（1488年）三月赐名[28]，正德十一年（1516年）九月在世[27]
  - 第三子：朱聪溴，弘治二年（1489年）二月赐名[29]
  - 嫡四子：朱聪浦，弘治五年（1492年）三月赐名[30]，正德十一年（1516年）九月在世[27]
  - 嫡五子：朱聪溁，弘治七年（1494年）三月赐名[31]，正德十一年（1516年）九月在世[27]
- 第八子：朱成锱，成化十一年（1475年）正月赐名
- 第九子：鎮國將軍朱成镗，成化十一年（1475年）正月赐名[32]，正德十一年（1516年）九月在世[27]
  - 嫡長子：輔國將軍朱聰潯，弘治十二年（1499年）十二月賜名[33]，正德十一年（1516年）九月在世[27]
  - 庶三子：輔國將軍朱聰涳，弘治十七年（1504年）七月賜名[34]，正德十一年（1516年）九月在世[27]
- 第十子：鎮國將軍朱成鑵，成化十三年（1477年）闰二月赐名[35]，弘治元年（1488年）二月賜誥命冠服[36]
  - 嫡長子：輔國將軍朱聰瀋，弘治九年（1496年）正月賜名[37][38]
    - 子：奉國將軍朱俊𣓒（1522年6月9日—1593年6月22日），號葵畦，生母鄭氏，妻張氏，內助馮氏[38]
      - 第一子：鎮國中尉朱充𤵮[39]，妻楊氏[38]
      - 第二子：鎮國中尉朱充愀，妻張氏[38]
      - 第三子：鎮國中尉朱充，妻魏氏[38]
      - 第一女：生母馮氏，嫁周□之[38]
      - 第二女：生母馮氏，嫁廩生孫繼[38]
      - 第三女，生母馮氏，嫁附生陳朝弼[38]
      - 第四女，生母馮氏，嫁劉委成[38]
      - 第五女，生母馮氏，未擇配[38]
      - 孫：朱某，號松亭，妻吳氏[38]
      - 孫：朱某，號栢亭，妻楊氏[38]
      - 曾孫女，幼[38]

  - 嫡次子：朱聰洐，弘治九年（1496年）正月賜名[37]
- 第十一子：朱成锓，成化十六年（1480年）九月赐名[40]，正德十一年（1516年）九月在世[27]
- 子：镇国将军朱成鑇，正德三年（1508年）六月请求封母亲为夫人不果[41]